# Vijzelstraat 31 (Amsterdam)

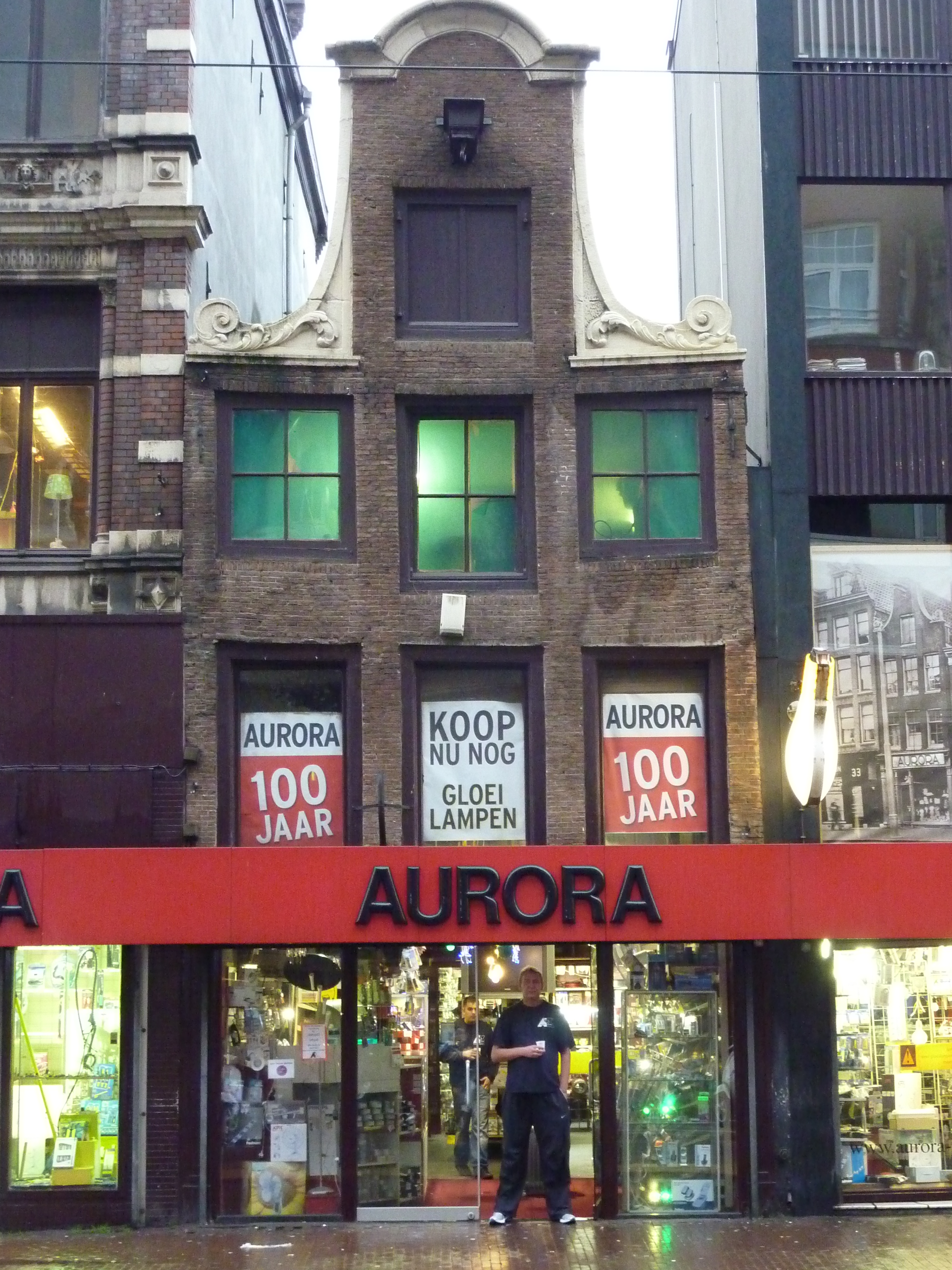
Vijzelstraat 31, Amsterdam (2010)

Vijzelstraat 31 aan de Vijzelstraat in Amsterdam is een vermoedelijk uit de 17e eeuw stammend huis met een halsgevel uit de eerste helft van de 18e eeuw. Het pand is momenteel in gebruik als winkel. Samen met de aanliggende panden (nummer 27 tot 35) vormt het een Aurora-winkel (leverancier van elektrische en elektronische artikelen). Het gebouw heeft de status van rijksmonument.